# Lactation

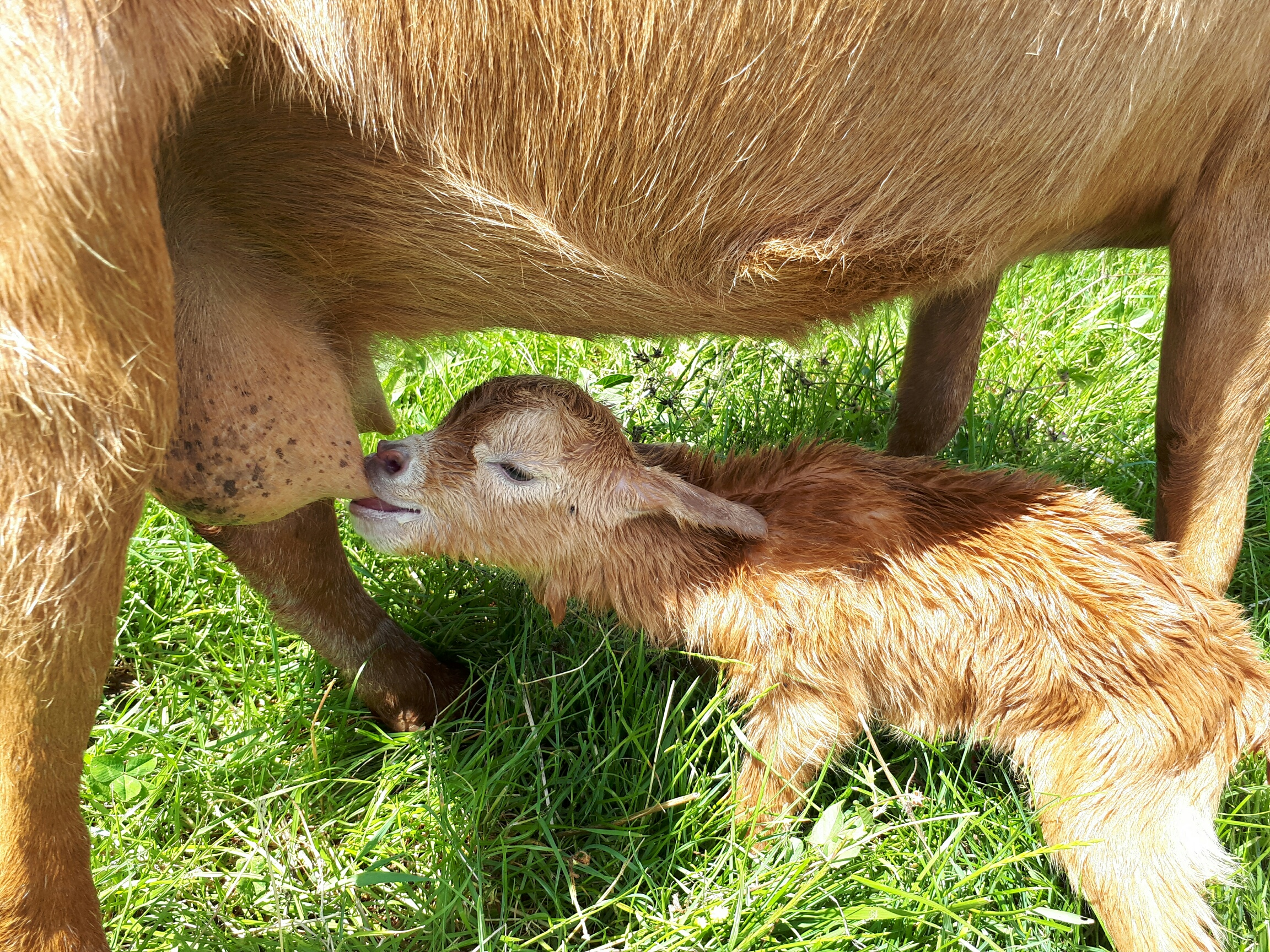
Dès la naissance, les jeunes mammifères cherchent instinctivement la mamelle, afin de téter (ici un chevreau).

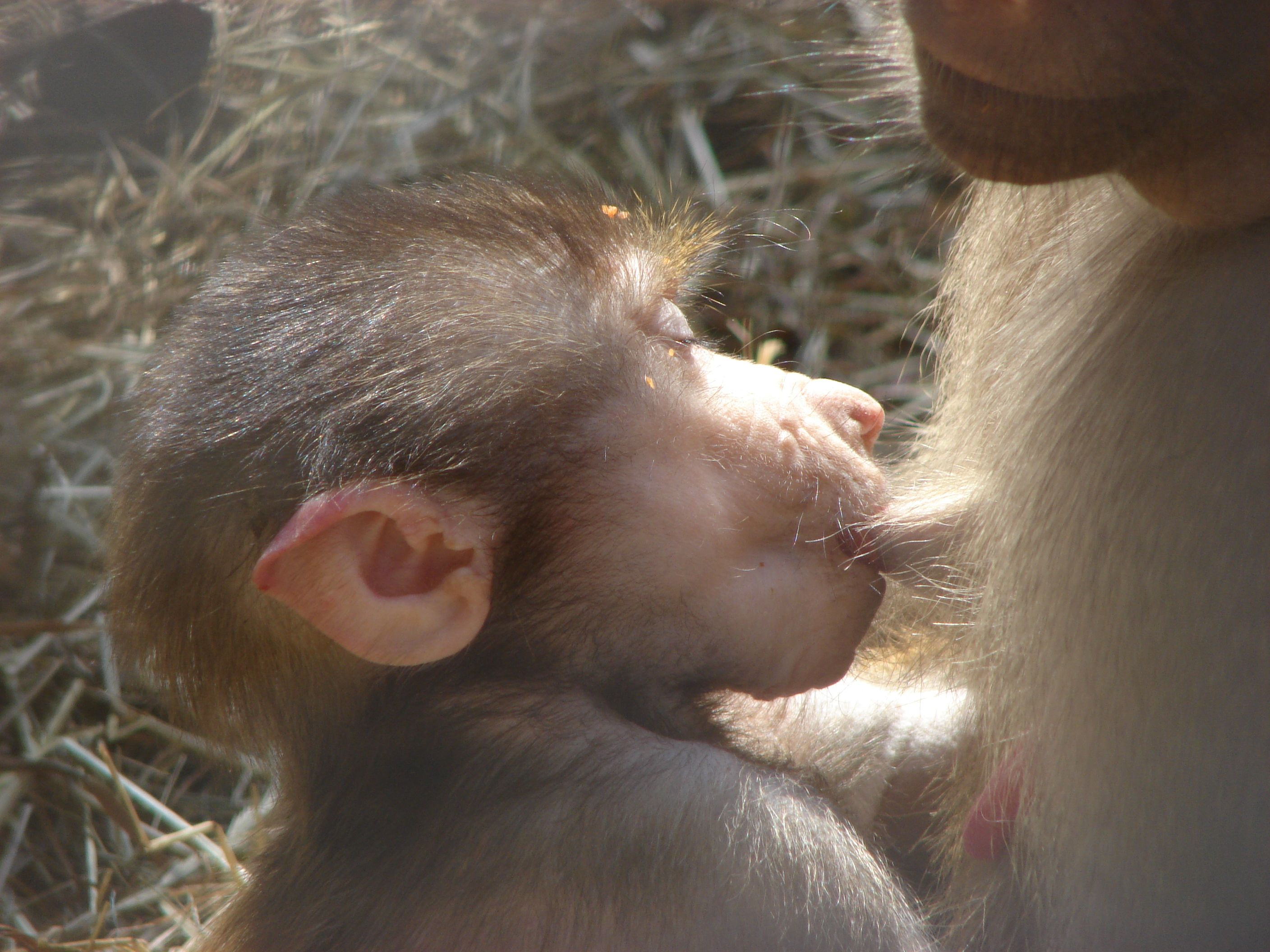
Tétée d'un jeune babouin hamadryas.

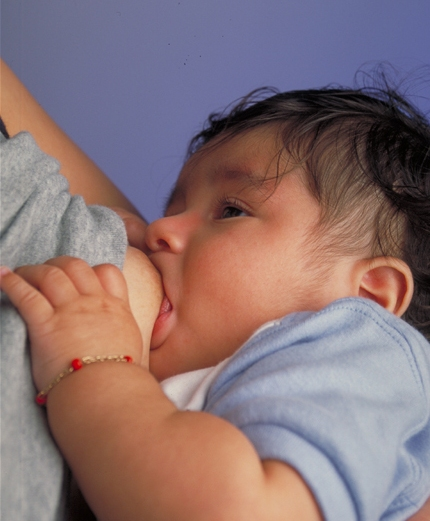
Enfant humain en train de téter.

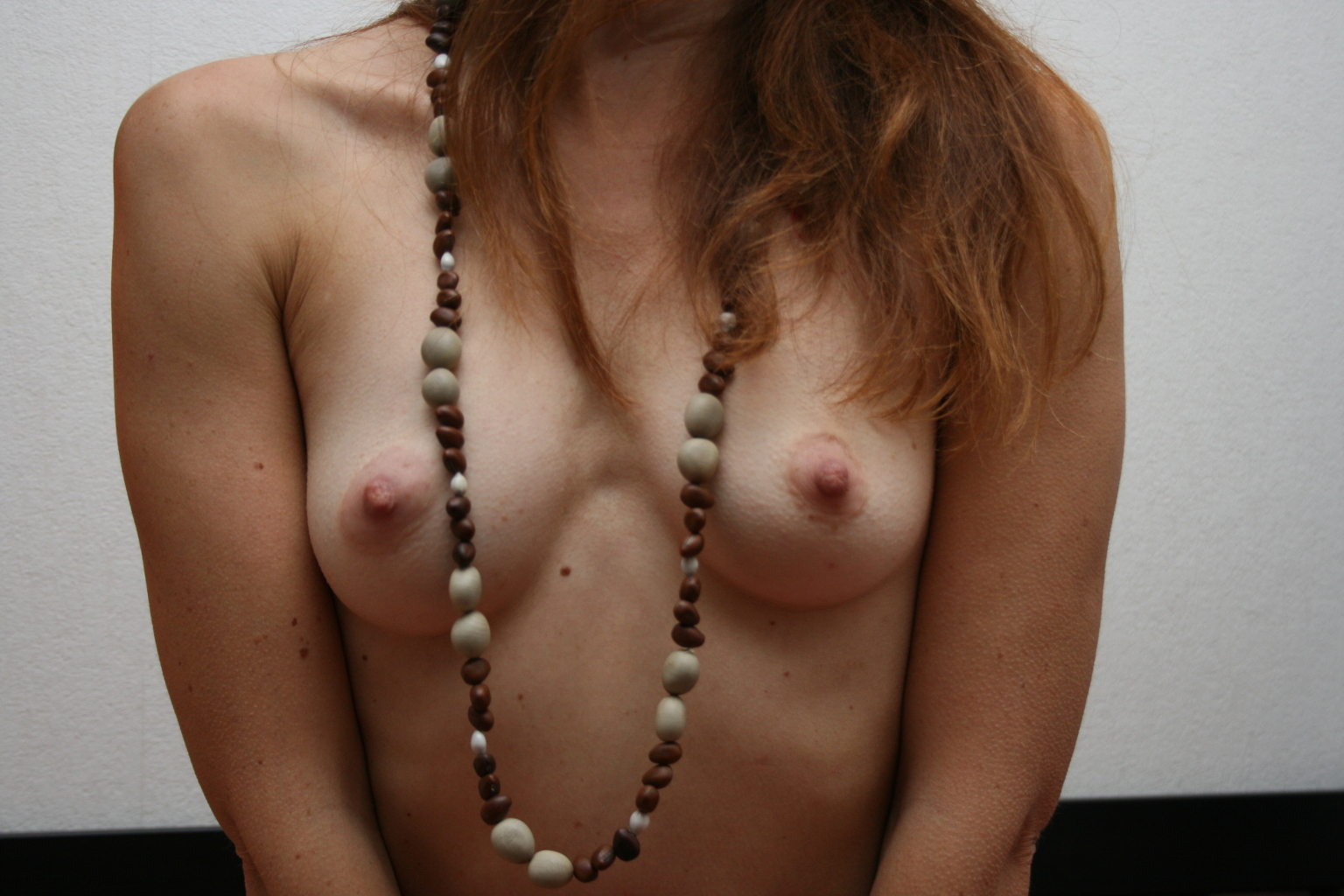
Mamelles d'une femme avant la gestation.

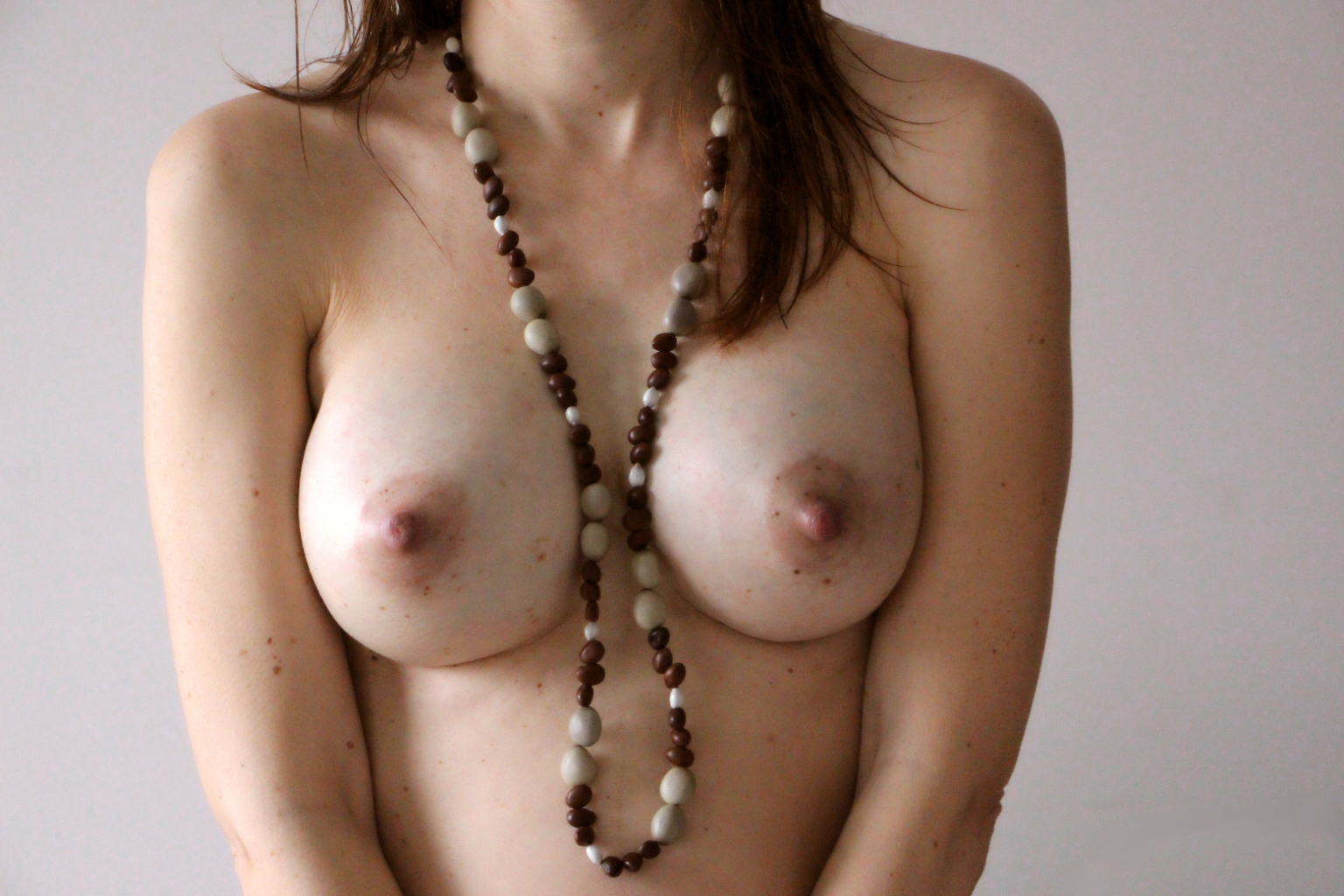
Les mêmes au moment de la montée de lait.

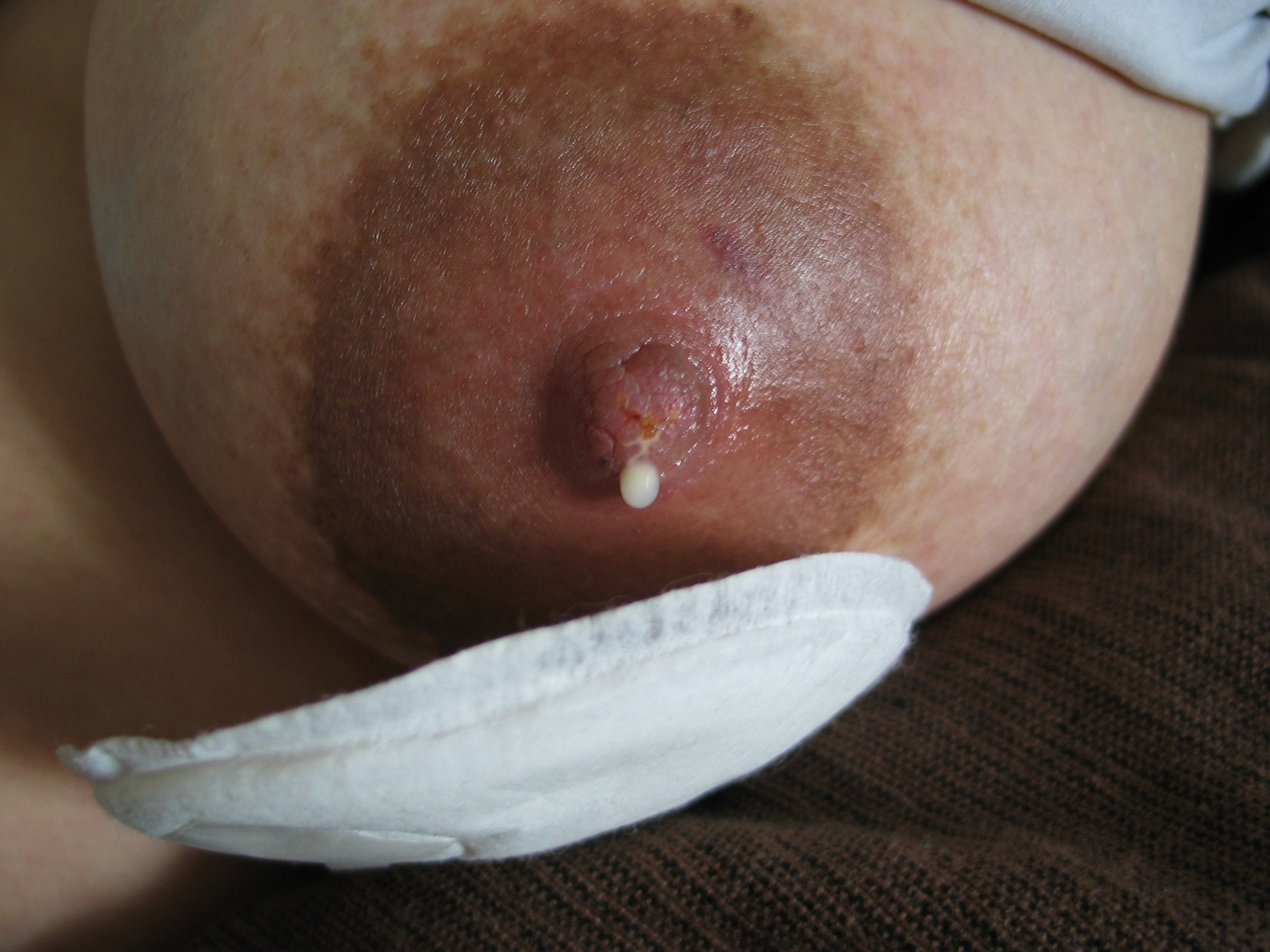
Sécrétion de lait maternel humain

La lactation est une fonction physiologique des femelles de mammifères, y compris les femmes. Les mammifères se caractérisent par l'existence de glandes mammaires qui assurent la sécrétion et l'excrétion du lait. Chez les monotrèmes (échidné, ornithorynque) les glandes mammaires sont distribuées sur tout l'abdomen et le lait suinte de la peau à travers la fourrure de la mère, que les jeunes doivent lécher car elle n'a pas de mamelles. Chez les marsupiaux et les placentaires, en revanche, les glandes mammaires sont regroupées en mamelles, en nombre pair.
Après la parturition, la lactation est déclenchée et entretenue par une hormone produite par l'hypophyse : la prolactine. Elle est également entretenue par une voie réflexe nerveuse initiée par la succion du nourrisson, qui provoque la production dans l'hypothalamus et la sécrétion d'ocytocine. Cette neurohormone a pour effet de faire contracter les cellules myoépithéliales mammaires permettant l'éjection du lait et aussi de stimuler la production des protéines du lait.

## Monde animal
En élevage, on appelle  période de lactation la période pendant laquelle une vache laitière, et plus généralement la femelle d’un mammifère, produit du lait. Cette période commence à la mise bas et dure 305 jours en moyenne chez la vache laitière (durée variable selon les espèces et les choix de l'éleveur, par exemple en pratiquant la lactation longue ou continue). La production est à son maximum après le vêlage (« pic de lactation ») et décroit plus ou moins lentement jusqu'à la période de tarissement. Le total cumulé de lait produit pendant cette durée de dix mois est compris en moyenne entre 2 000 et 15 000 kg de lait selon les races laitières (européennes ou Nord-Américaines).
Dans l'élevage laitier, la lactation est détournée de sa fonction naturelle, qui est d'alimenter les jeunes, en faveur de la production de lait pour l'alimentation humaine. 
Le « veau-nourrisson » (âgé de 0 à 4 jours), dont la naissance est nécessaire pour déclencher la lactation, devient ensuite :
- soit un « veau de boucherie » : veau alimenté exclusivement avec du lait ou des aliments d'allaitement de 4 jours jusqu'à 3-4 mois et abattu au poids de 150-200 kg vif ;
- soit un « veau d'élevage » : veau âgé de 4 jours à 4 mois, destiné ou à la reproduction comme vache laitière ou taureau, soit à la boucherie comme « jeune bovin de boucherie ».

## Espèce humaine

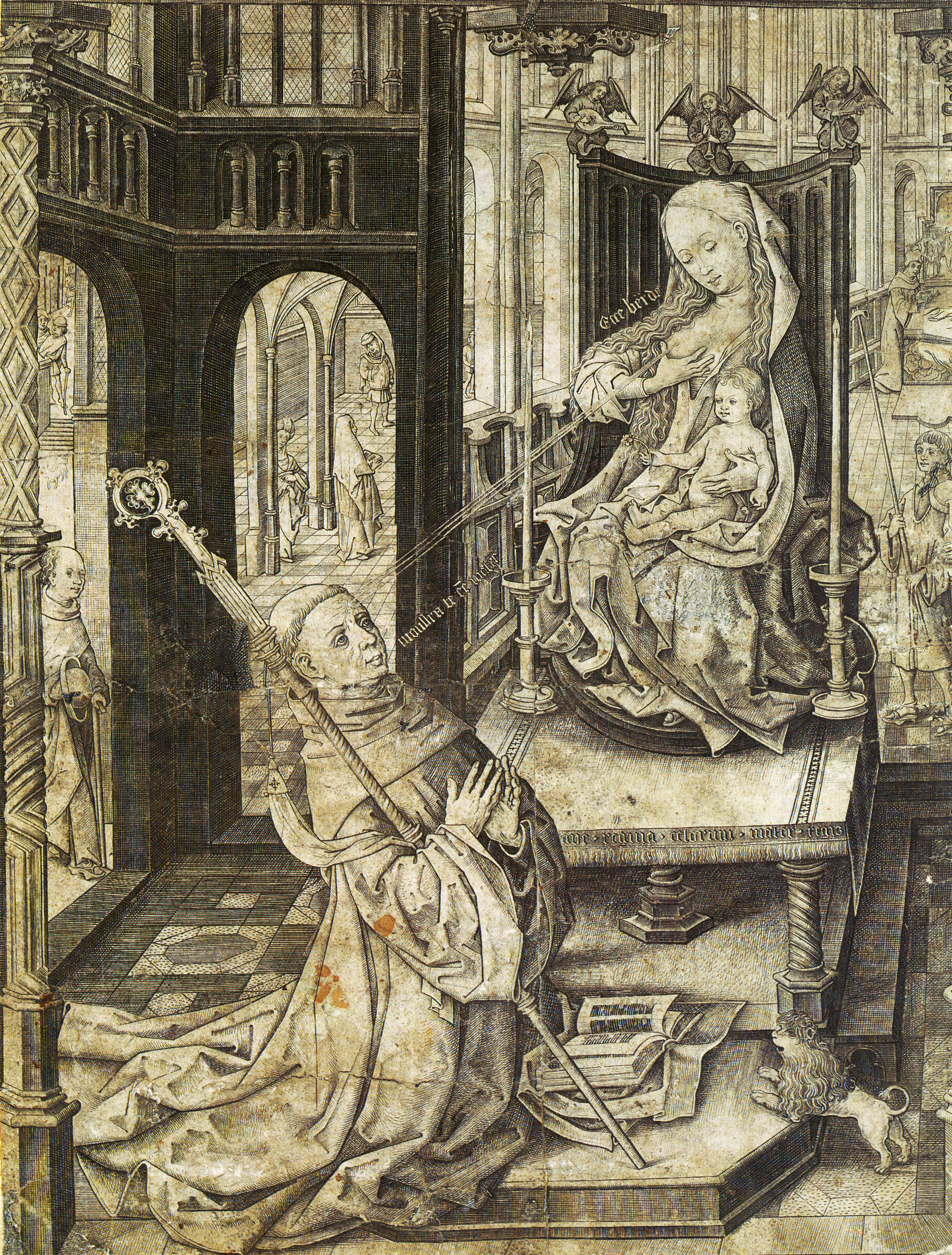
« Lactation de saint Bernard de Clairvaux »

Chez la femme, la lactation est déterminée par les caractéristiques propres à l'être humain, tant au niveau de l'anatomie du sein, de la physiologie de la lactation humaine, du mécanisme de succion du bébé qui tète, de l'entretien de la lactation, chez la mère, des composants du lait maternel humain.
Il est possible d'avoir une lactation sans grossesse, par exemple à cause de grossesse nerveuse ou de lactation induite.

## Optimisation de la lactation
Certains aliments pourraient favoriser la sécrétion lactée (galactogenèse). D'autres aliments pourraient la bloquer.[réf. nécessaire]

## Troubles de la lactation
En cas de lactation dans des situations anormales, on parle de galactorrhée. 
Il existe la mastite, l'engorgement